# Nabot
Nabot ou 

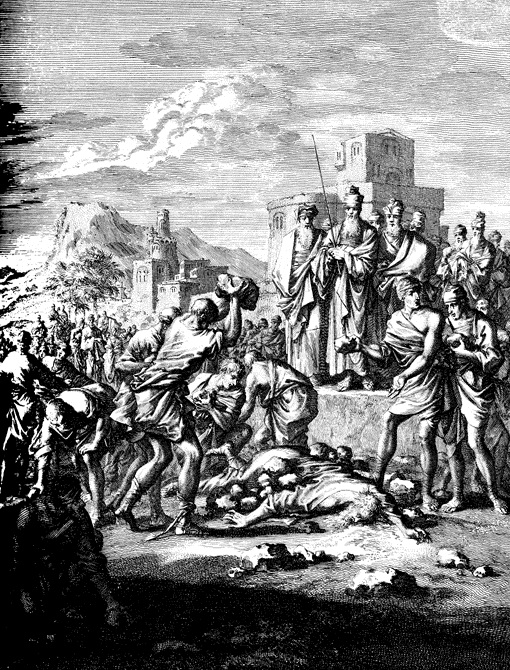
Morte de Nabote.

Nabote é uma personagem bíblica, protagonista da narrativa da Vinha de Nabote.
A Bíblia relata que o rei Acabe admirava a vinha de Nabote, muito próspera e bonita, até que decide tê-la. Primeiramente, pede que lha dê. Em seguida, que troque com ele, até finalmente tentar comprá-la, em meio a argumentos infundados, sempre recusados por Nabote, que a tinha por herança de seus pais, e, segundo a lei mosaica, não poderia abrir mão dela. 
Mediante a recusa, o rei entra em depressão, não comendo pão durante alguns dias. Sua esposa Jezabel, indignada, questiona o motivo de sua tristeza e decide, para aliviá-la, matar Nabote em um julgamento arranjado, permitindo que Acabe tomasse a terra como herdeiro legal. Como punição, o profeta Elias o visita e avisa sua perdição, fazendo com que se humilhe e poupando-o. No Segundo Livro dos Reis, no entanto, a morte de seu filho Jorão é apresentada como um castigo pelo ocorrido.

## Interpretações
Santo Ambrósio, em suas homilias sobre a história, usa-a para exortar os ricos contra sua ganância e cobiça, recomendando humildade e arrependimento.
Roger Williams, teólogo batista, expõe o trecho em The Bloudy Tenent of Persecution for Cause of Conscience como um exemplo de que Deus não aprovaria que cristãos usassem a força governamental em questões religiosas, o que se conforma com sua teoria de que o uso de força bruta em nome da religião resultaria em perseguições contrárias à Bíblia.